# 해메인

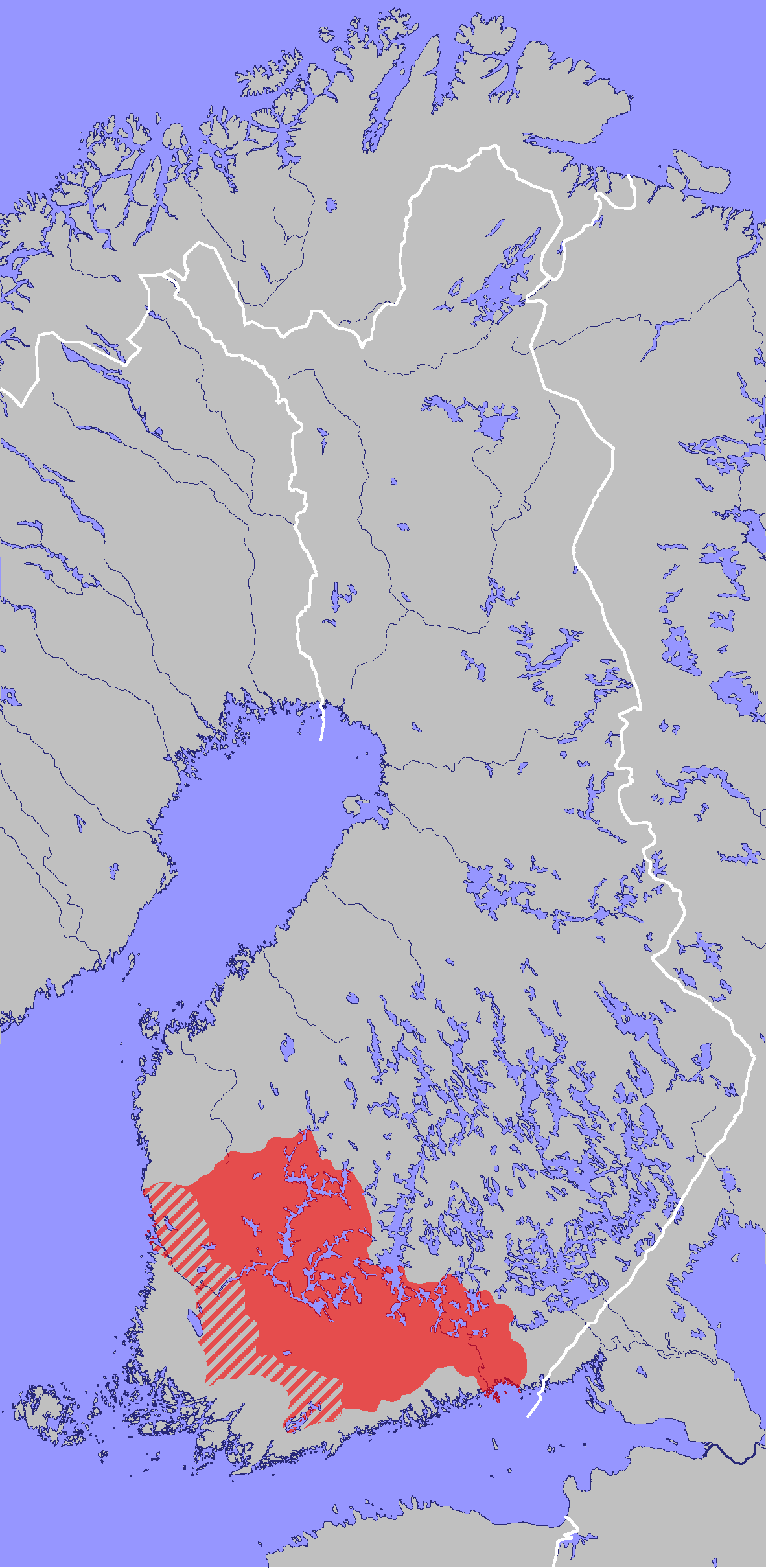
해메 방언 사용지역.

해메인(핀란드어: Hämäläiset 해맬래이세트[*], 스웨덴어: tavaster 타바스테르[*])은 핀족에 속하던 민족으로, 오늘날의 핀란드 해메 지역에 살았으며 핀란드어 해메 방언을 구사했다.
해메 지역은 석기시대부터 사람이 서주했는데, 고대 해메인의 거주지는 바나야호를 중심으로 형성되었다. 사료에 해메인이 처음 등장하기 시작하는 것은 1042년이다.
러시아 측 기록인 원초연대기와 노브고로드 제1연대기에는 이들을 옘인(러시아어: Емь)이라고 부르며, 노브고로드인 및 카리알라인을 비롯한 다른 핀족과 11세기에서 14세기 사이에 지속적으로 충돌했다고 언급한다. 1293년경 시작된 제2차 스웨덴 십자군으로 해메인들은 스웨덴 왕국의 신민으로 정복되었다.